# Marchivum
Das Marchivum (Eigenschreibweise: MARCHIVUM) ist das Archiv der baden-württembergischen Stadt Mannheim und nach „eigenem“ Selbstverständnis das Haus der Stadtgeschichte und Erinnerung. Bis März 2018 hatte es die Bezeichnung Stadtarchiv Mannheim – Institut für Stadtgeschichte.

## Geschichte des Archivs
Mit Wirkung zum 1. April 1907 wurde der Historiker Friedrich Walter zum hauptamtlichen Leiter des städtischen Archivs in Mannheim ernannt und baute dieses in der Folge als selbständige Dienststelle auf. Friedrich Walter war darüber hinaus Herausgeber der Mannheimer Geschichtsblätter und verfasste im Auftrag der Stadt Mannheim anlässlich des 300-jährigen Stadtjubiläums 1907 eine erste wissenschaftlich fundierte Darstellung zur Mannheimer Stadtgeschichte. Das Buch Mannheim in Vergangenheit und Gegenwart galt bis 2007 als Standardwerk der Geschichte Mannheims.
Im Zweiten Weltkrieg erlitt das Archiv während der Bombardierung Mannheims schwere Verluste, u. a. gingen die städtischen Bauakten verloren, bedeutende Archivalien konnten hingegen gerettet werden wie beispielsweise die Ratsprotokolle der Stadt Mannheim ab 1661 sowie sämtliche Meldebögen und Meldekarteien seit Einführung der Meldepflicht 1807. Nach 1945 erfolgte ein systematischer Bestandsaufbau des städtischen und nichtstädtischen Schrift- und Sammlungsgutes.
In den 1960er Jahren erhielt das Stadtarchiv eine neue Organisationsstruktur mit den beiden Hauptabteilungen „Zwischenarchiv“ und „Historisches Archiv“. Das Stadtarchiv wurde somit Dienstleister und Gedächtnis der eigenen Verwaltung.
2004 erhielt das Stadtarchiv Mannheim den Namenszusatz „Institut für Stadtgeschichte“. Zum 1. März 2018 wurde der Name in MARCHIVUM geändert.

## Aufgaben und Gliederung
Bereits im Jahr 1909 legte der Mannheimer Stadtrat die Aufgaben des städtischen Archivs fest: „Das Archiv solle für die Bedürfnisse der städtischen Verwaltung, [...] aber auch wissenschaftlichen Zwecken dienen und im Allgemeinen die Pflege und Erforschung der heimatlichen Geschichte befördern.“
Heute gilt die Archivordnung der Stadt Mannheim auf Grundlage des Gesetzes über die Pflege und Nutzung von Archivgut (Landesarchivgesetz).
Das MARCHIVUM gliedert sich in die Bereiche Archiv mit umfangreichen Sammlungen und Beständen sowie den Service für Forschung und Vermittlung und die Ausstellungsbereiche. Die bisherigen Angebote des Stadtarchivs, bestehend aus Seminaren, Vorträgen und Führungen sowie stadtgeschichtlichen Publikationen und eigenen Forschungsprojekten, wurden seit 2021 bzw. 2022 durch die beiden Dauerausstellungen zur Stadtgeschichte „Typisch Mannheim!“ und zur NS-Zeit „Was hat das mit mir zu tun?“ sowie Sonderausstellungen, das NS-Dokumentationszentrum und die Ausstellung „MAEMORIES – Amerikanische Geschichte(n) in Mannheim“ergänzt.
Das MARCHIVUM betreut auch die im Mannheimer Stadtteil Sandhofen gelegene KZ-Gedenkstätte Sandhofen sowohl organisatorisch als auch wissenschaftlich.
Im Friedrich-Walter-Saal des Marchivums finden regelmäßig Vorträge und Buchvorstellungen zu stadt- oder regionalgeschichtlichen Themen statt.

## Angebote
Die Basis bilden das Archiv mit umfangreichen Sammlungen und Beständen, der Service für Forschung und Vermittlung und die Ausstellungsbereiche zur Stadtgeschichte und NS-Zeit. Archivgut mit einer bisherigen Gesamtlänge von 16 laufenden Regalkilometern wurden in den Ochsenpferchbunker übernommen.
Der Archivbereich steht der Öffentlichkeit zur Verfügung. Interessierte können in den Lesesälen stadt- und lokalgeschichtliche Themen sowie die eigene Familiengeschichte erforschen. Auch eine Einsicht in die Bauakten Mannheims ist möglich. Der sich im Gebäude befindliche Friedrich-Walter-Saal dient als Vortragssaal für Veranstaltungen und ist auch von Dritten für Vorträge, Konferenzen oder Workshops nutzbar. Mit dem sich ebenfalls im MARCHIVUM befindlichen Digitalisierungszentrum wird angestrebt, das gesamte in Schrift, Bild und Ton überlieferte historische Erbe digital zu sichern und zur Verfügung zu stellen. Teile davon sind bereits digitalisiert und über die Online-Recherche des MARCHIVUM abrufbar.
Zusätzlich werden seit Dezember 2021 auf dem Webportal „MARCHIVUM Druckschriften Digital“ Mannheimer Zeitungen von der Kaiserzeit bis in das Jahr 1945 präsentiert. Die Zeitungen können im Volltext durchsucht und in verschiedenen Dateiformaten heruntergeladen werden. Die Zeitungen sind auch über das Deutsche Zeitungsportal zugänglich.
Zum Literaturangebot des Marchivums gehören sowohl eine Präsenzbibliothek mit rund 60.000 Bänden mit Schwerpunkt auf das 20. Jahrhundert als auch ältere Buchbestände bis zur Mitte des 17. Jahrhunderts.

## Online-Datenbanken des MARCHIVUM
- Findstar2 erschließt Archiv- und Bibliotheksbestände.
- Jüdischer Friedhof ermöglicht die Recherche nach Grabstätten auf dem Jüdischen Friedhof in Mannheim zwischen 1842 und 2008.
- Chronikstar bietet einen chronologischen Überblick über die Stadtgeschichte von der Ersterwähnung des Dorfes Mannheim 766 bis zu tagesaktuellen Ereignissen.
- Straßennamen in Mannheim informiert über Benennung und Herkunft der Straßennamen im gesamten Stadtgebiet.
- Druckschriften Digital bietet die Möglichkeit, in ausgewählten digitalisierten Druckschriften z. B. Zeitungen systematisch zu recherchieren.
- Bibliothekskatalog ermöglicht die gezielte Literaturrecherche im Bibliotheksbestand des MARCHIVUM.
- Zeitzeugen: Mannheimer Geschichte(n) erleben.

## Stadtgeschichtliche Dauerausstellung „Typisch Mannheim!“

Die Stadt Mannheim aus der Vogelschau um 1860

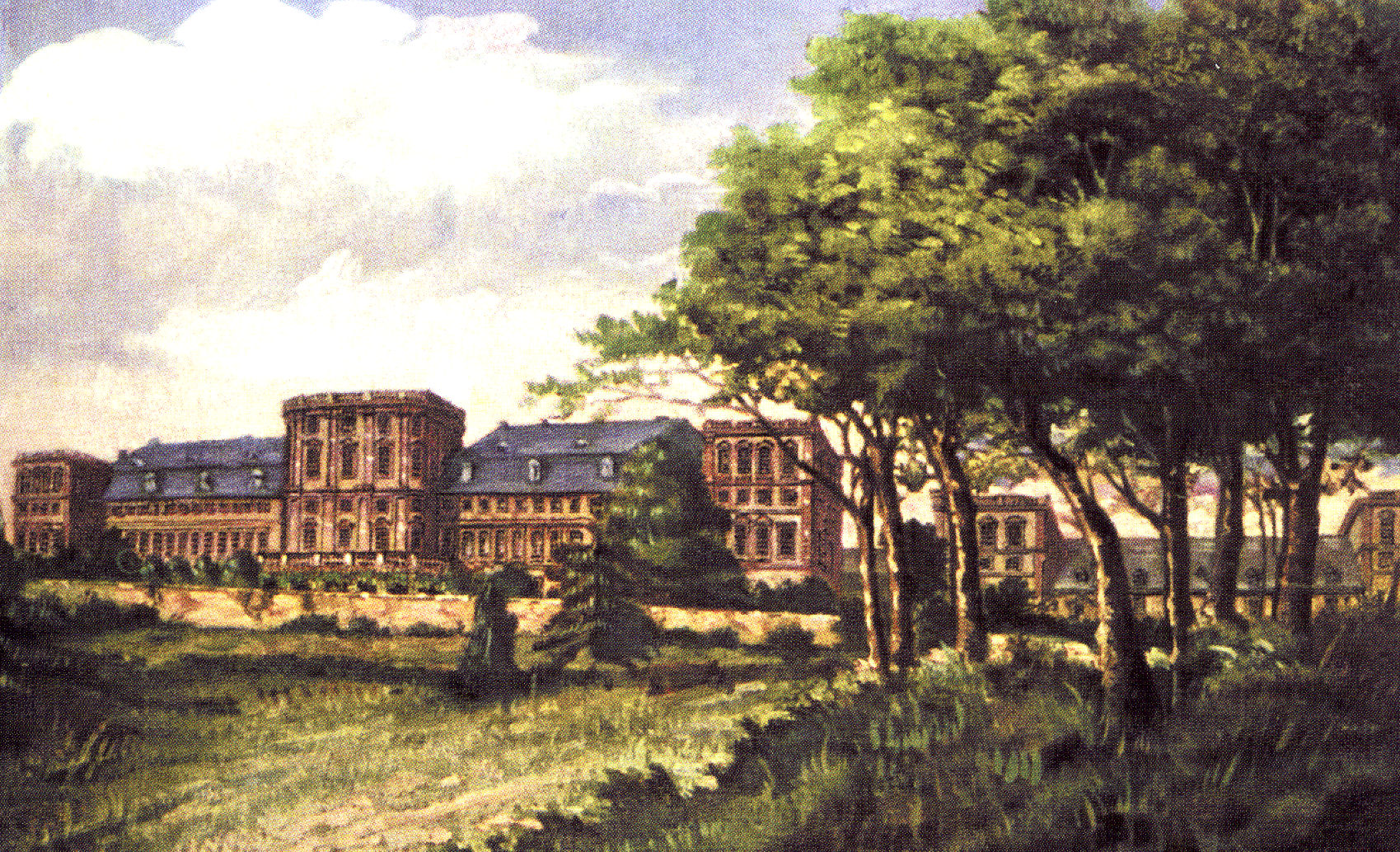
Schloss und Schlossgarten in Mannheim um 1900

Im MARCHIVUM befindet sich die Stadtgeschichtliche Dauerausstellung „Typisch Mannheim!“, eine interaktive multimediale Ausstellung, die im November 2021 im Erdgeschoss des Ochsenpferchbunkers in der Neckarstadt-West in Mannheim eröffnet wurde.
Auf Museumsexponate wie in klassischen Museen wird in der Ausstellung größtenteils bewusst verzichtet – lediglich im Raum der Biografien im 20./21. Jahrhundert sind einige Ausstellungsobjekte zu finden, die jedoch multimedial in die Ausstellung eingebunden sind. Das digitale und multimediale Ausstellungskonzept bietet eine große Flexibilität, so können bestehende Inhalte bei Bedarf ohne großen Aufwand erweitert und bearbeitet werden, wodurch die Stadtgeschichtliche Ausstellung aktuell und offen für Entwicklungen ist. Die Besucher können in der interaktiven Schau anhand von Medienstationen weiterführende Information per Touchscreen abfragen und selbst entscheiden, wie viel sie über das jeweilige Themengebiet erfahren möchten.
Die wechselvolle und von zahlreichen Brüchen und Wandel geprägte 400-jährige Geschichte der Stadt Mannheim ist mit Bild-, Foto- und Filmaufnahmen sowie Dokumenten aus dem Bestand des Stadtarchivs Mannheim gestaltet, welche dafür digitalisiert und auch teilweise animiert wurden. Informationen sind in deutscher und englischer Sprache verfügbar. 
Zu Beginn der Ausstellung führt ein Stadtmodell die Besucher mit Hilfe von dreidimensionalen Projektionseffekten in die wechselvolle und spannende Geschichte Mannheims ein. Im weiteren Verlauf der Ausstellung erwachen in einer virtuellen Gemäldegalerie die drei im 18. Jahrhundert für Mannheim prägenden Kurfürsten Johann Wilhelm, Karl III. Philipp und Karl Theodor scheinbar zum Leben, rühmen sich ihrer Taten für die Stadt und streiten darüber, wer von ihnen sich die wohl größten Verdienste um Mannheim erworben hat. Auf einem Nachbau des ersten Automobils von Carl Benz aus dem Jahre 1886 können Besucher eine virtuelle Zeitreise durch die Straßen Mannheims im 19. Jahrhundert erleben und dabei noch so manches über die jüngere Geschichte Mannheims erfahren.

## NS-Dauerausstellung „Was hat das mit mir zu tun?“
Im Dezember 2022 eröffnete im 1. Stock des MARCHIVUMS die NS-Ausstellung „Was hat das mit mir zu tun?“. Der Ausstellungstitel verweist dabei auf Fragen nach dem Wie und Warum unserer eigenen Geschichte und will den Besuchenden dabei helfen, ein Verständnis dafür zu entwickeln, dass die freiheitlich-demokratische Grundordnung in Deutschland nicht selbstverständlich ist, sondern immer wieder aufs Neue gegen antidemokratische Tendenzen verteidigt werden muss.
Die multimediale und interaktive Dauerausstellung schildert die historische Entwicklung Mannheims während der NS-Diktatur und verweist gleichzeitig auf die unmittelbare Zeit davor und danach. Themen der Ausstellung sind die Weimarer Republik, die „Machtergreifung“ 1933, die Errichtung und Etablierung der NS-Diktatur, die Ausgrenzung und Verfolgung jüdischer Menschen und politischer Gegner sowie die Zerstörung Mannheims im Zweiten Weltkrieg und die unmittelbare Nachkriegszeit.
Ein digitaler Zeitstrahl sowie Film- und Videoinstallationen bieten den Besuchern in allen Ausstellungsteilen die Möglichkeit, sich zu orientieren und historische Ereignisse richtig einordnen zu können. Anhand von Medienstationen können die Besucher weitere Informationen abrufen und jeweils selbst entscheiden, wie tief sie in das jeweilige Thema einsteigen möchten. Im Bunkerraum zu Beginn der Ausstellung, der gleichsam ein inhaltliches Bindeglied zwischen der stadtgeschichtlichen und der NS-Ausstellung darstellt, wird mittels aufwendigem „Projection Mapping“ die Geschichte des Ochsenpferchbunkers sowie anderer Bunkerbauten in Mannheim dargestellt und die Themen Kriegszeit in Mannheim, Nachkriegszeit und Zeit des Kalten Krieges sowie die Entstehung des Marchivums thematisiert.

## Sonder- und Wechselausstellungen
- Das Marchivum – Mannheims neuer Geschichtsort (18.03.– 31.01.2019)
- Der Kalte Krieg. Ursachen-Geschichte-Folgen (05.09.– 21.11.2018)
- Archiv des Misserfolgs (07.11.– 30.11.2018)
- Verwahrlost und Gefährdet? Heimerziehung in Baden-Württemberg 1949–1975 (05.12.2018 – 08.02.2019)
- BUGA 75. Ein Fest verändert die Stadt (24.03.– 18.08.20219)
- Qingado und Mannheim Damals und Heute – Zwei Partnerstädte im Vergleich (10.09.– 21.11.2019)
- Move it – Bewegung als Inspiration (16.10.– 15.11.2019)
- Youniworth – "Wie fühlst du dich in Deutschland? Was ist dir wichtig? Wie wollen wir zusammenleben?" (26.11.– 23.12.2019)
- Altagswelten einer Industriestadt. Fotografien von Maria und Hans Roden (23.01.– 28.06.2020)
- Albert Speer in der Bundesrepublik Deutschland. Vom Umgang mit deutscher Vergangenheit (13.02.– 31.05.2020)
- Nature – A Mystery. Natur von draußen nach drinnen geholt (25.02.– 20.03.2020)
- Für Freiheit und Republik! – Das Reichsbanner Schwarz-Rot-Gold im Kampf für die Demokratie 1924–1933 (18.06.– 11.09.2020)
- "Freundschaft unter Druck" – Zur Geschichte des Rotary Clubs Mannheim (1930–1937) und seiner Gründungsmitglieder (22.09.– 18.12.2020)
- "Ein Prozess, vier Sprachen" – Wer waren die Dolmetscherinnen und Dolmetscher bei den Nürnberger Prozessen? (7.7.– 7.8.2022)
- "Kinder, wir machen einen Ausflug!" (22.1.– 26.3.2023)
- Griechen und Freunde Griechenlands in Mannheim / Metropolregion Rhein-Neckar (5.4.– 21.5.2023)
- Mannheim und seine Bauten 2008–2023 – Architektur für das 21. Jahrhundert (24.5.– 27.8.2023)
- UnOrte: Der Schlossgarten Mannheim – Fotografien von Robert Ettlinger (10.9.– 29.10.2023)
- Willy Brandt – Freiheitskämpfer, Friedenskanzler, Brückenbauer – Wanderausstellung (10.11.2023–7.1.2024)
- Hugo-Häring-Auszeichnung Mannheim 2023 (18.1.– 25.2.2024)
- Archiv! – Was ist das und was machen wir hier? (2.3.– 7.6.2024)
- Mannheim – Emotional und erhaltenswert. Was soll in 100 Jahren noch stehen? (13.6.– 7.7.2024)
- Queer im Leben! – Wege und Stationen des queeren Lebens in Mannheim und in der Region (11.7.– 1.9.2024)
- Jazz und Fox (8.9.– 10.10.2024)
- Carl Theodors Mannheim – Die Stadt, ihre Menschen und der Kurfürst (16.10.2024– 26.1.2025)
- Wie Tag und Nacht – Leben in den Goldenen Zwanzigern (7.2.2025 – 11.05.2025)
- „...Ein Segen zu werden für die Menschheit...“ Der jüdische Orden B’Nai B’Rith in Frankfurt a. M. und die August Lamey Loge in Mannheim (14.5.2025 – 22.6.2025)

## Maemories Amerikanische Geschichte(n) in Mannheim
Im Mannheimer Stadtteil Franklin wurde 2024 die Ausstellung „MAEMORIES – Amerikanische Geschichte(n) in Mannheim“  eröffnet. Die Ausstellung dokumentiert anhand von Fotografien, Filmmaterial sowie Dokumenten und einzelnen Objekten die Geschichte der über 70 Jahre währenden Präsenz der Amerikaner in Mannheim von 1945 bis 2015. Die Ausstellung auf dem ehemaligen US-Militärgelände Franklin wurde von der Baden-Württemberg-Stiftung gefördert und von der Mannheimer Stadtentwicklungsgesellschaft MWSP sowie dem Mannheimer Stadtarchiv Marchivum entwickelt.

## Gebäude

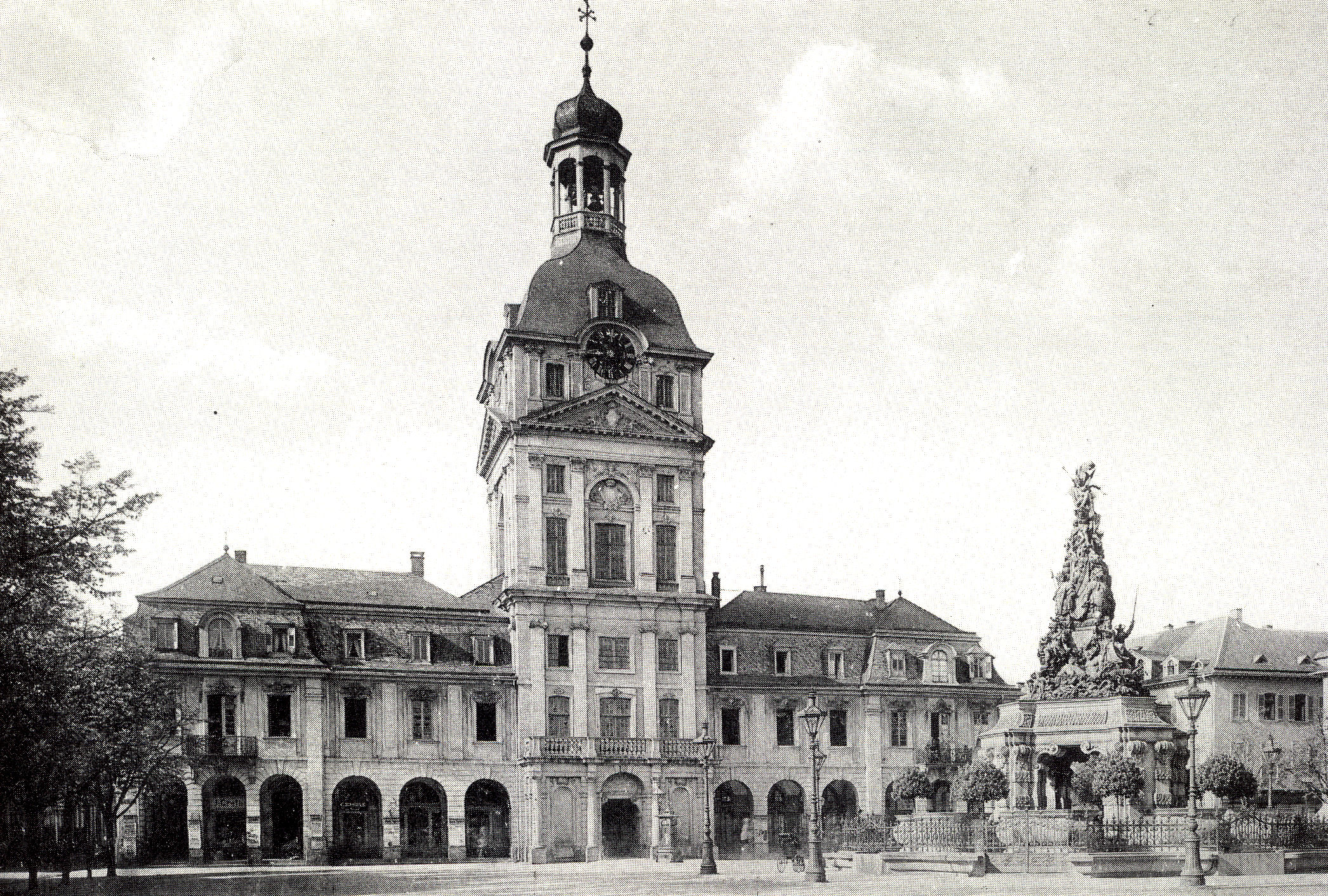
Altes Rathaus am Paradeplatz in Mannheim. Erster Dienstsitz des Stadtarchivs

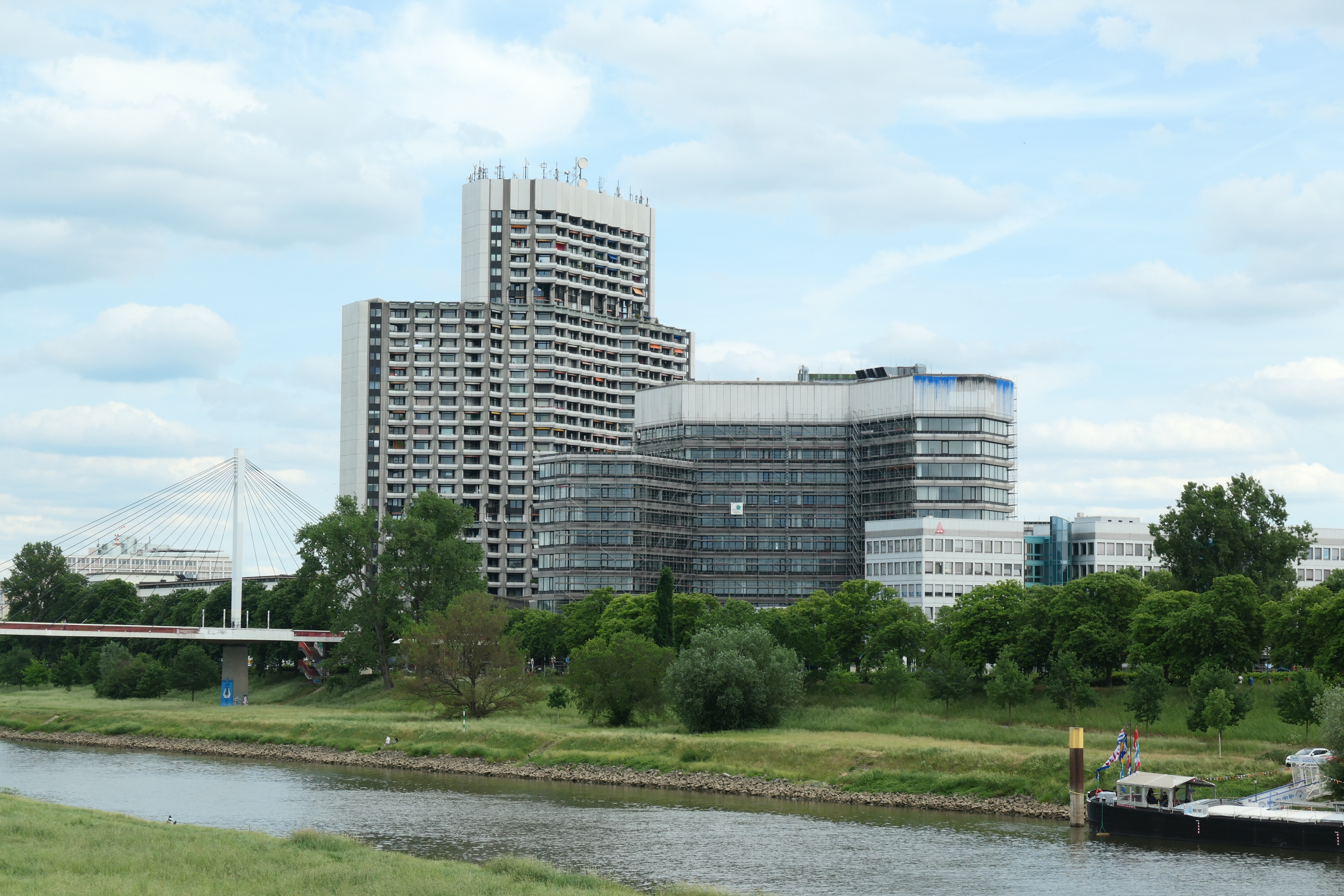
Collini-Center, ehemaliger Dienstsitz des Stadtarchivs

Nach seiner Gründung 1907 war das Stadtarchiv ab 1909 zunächst im barocken Kaufhaus im Quadrat N1 am Paradeplatz untergebracht, das von 1904 bis 1910 zum Rathaus umgebaut wurde. Bereits ab den 1920er Jahren litt das dort untergebrachte Archiv allerdings unter Personalmangel und einer zunehmenden räumlichen Enge. Im Zweiten Weltkrieg wurde das Alte Rathaus am Paradeplatz größtenteils zerstört und dabei auch die Bestände des Stadtarchivs in Mitleidenschaft gezogen. Nach 1945 war das Stadtarchiv zunächst im Rathausneubau im Quadrat E 5 ansässig, jedoch konnte dort aus Platzgründen nur ein Teil der Akten und Sammlungen untergebracht werden. Weitere Teile des Archivbestandes mussten notgedrungen in Nebenräumen des Herschelbads im Quadrat U3 und in einem provisorischen Depot in der Steubenstraße zwischengelagert werden. Die Lagerräume an diesen Standorten waren jedoch für das teilweise empfindliche Archivgut alles andere als ideal.
In den 1990er Jahren zog das Stadtarchiv in den Büroturm des Collini-Centers um. Sämtliche Büro-, Arbeits- und Magazinräume konnten dort nun unter einem Dach im 1. und 2. Obergeschoss des Bürogebäudes untergebracht werden. Das Stadtarchiv verfügte hier erstmals über einen großen Lesesaal für die stadtgeschichtliche Forschung und einen weiteren Raum für die Bauakteneinsicht. Im Lesesaal, der sich im Erdgeschoss befand und nach dem Gründer des Stadtarchivs Friedrich-Walter-Saal benannt wurde, fanden regelmäßig Vorträge zur Stadtgeschichte statt. Der kontinuierlicher Zuwachs von Archivalien sorgte 2008 dafür, dass die vorhandenen Lagerflächen im Collini-Center nicht mehr ausreichten und der Ochsenpferchbunker zum Außendepot für digitalisiertes Archivgut wurde. Ein kompletter Umzug dorthin stand jedoch zu diesem Zeitpunkt nicht zur Diskussion.
Nachdem sich der Büroturm des Collini-Centers als äußerst sanierungsbedürftig herausgestellt hatte – so kam es zu Wasserschäden – musste sich das Stadtarchiv auf die Suche nach einem neuen Standort machen. Zunächst gab es die Idee eines Neubaus, die jedoch bald verworfen wurde. Im Jahre 2014 beschloss der Mannheimer Gemeinderat schließlich den Um- und Ausbau des Ochsenpferchbunkers am Rande der Neckarstadt-West als neuen Standort für das Stadtarchiv. Der Ort war zuvor jahrelang städtebaulich und stadtplanerisch vernachlässigt worden und bot somit zahlreiche Möglichkeiten.
Die Baumaßnahmen am Ochsenpferchbunker begannen im Februar 2016. Nach Beendigung der Bauarbeiten erfolgte der Umzug des Stadtarchivs im Winterhalbjahr 2017/18 mit Eröffnung im März 2018. Der umfangreiche Umbau mit Aufstockung des Bunkers zum MARCHIVUM erhielt 2020 die Auszeichnung der Architektenkammer Baden-Württemberg für „Beispielhaftes Bauen“ für die Entscheidung und die architektonische Umsetzung, „aus dem Bunker der NS-Zeit einen Ort der offenen Wissensvermittlung, der zugänglichen Geschichte sowie lichte Arbeits- und Versammlungsräume zu machen“.

## Leiter und Direktoren des Stadtarchivs / MARCHIVUM
- 1907–1935 Friedrich Walter
- 1935, 1938/39 und 1952–1965 Gustaf Jacob
- 1935–1937 Wolfgang Treutlein
- 1939–1948 Ludwig Werner Böhm (stellvertretend)
- 1965–1975 Johannes Bleich
- 1975–2000 Jörg Schadt
- 2000–2023 Ulrich Nieß
- Seit 2023 Harald Stockert

## Fördervereine
Die vielfältigen Aufgaben des Marchivums werden von zwei Fördervereinen unterstützt, die zusammen ungefähr 850 Mitglieder zählen:
- Mannheimer Architektur und Bauarchiv e. V. (MAB)
- Freundeskreis MARCHIVUM

### DVD/Filme
- Anja Gillen, Mannheimer Filmschätze 1907–1957, 2016, ISBN 978-3-9817924-1-6.
- Andreas Henn [u. a.]: Mannheimer Filmschätze 1934–1975, 2009, ISBN 978-3-926260-77-2.
- Andreas Schenk / Désirée Spuhler: Mannheimer Filmschätze 1926–1975, 2013, ISBN 978-3-9813584-5-2.
- Karen Strobel und Christina Spuhler, Die Köchin des Kommandanten, Mannheim, 2019, ISBN 978-3-9817924-4-7.
- Freundeskreis MARCHIVUM, Erinnerungen an den Hochbunker in der Neckarstadt, 2020, ISBN 978-3-9817924-9-2.